# 15.° Premios CANACINE
La 15.ª edición de los Premios CANACINE, otorgados por la Cámara Nacional de la Industria Cinematográfica y del Videograma de México, tendrá lugar el 11 de diciembre del 2018 en el Museo Casa de Bola en la Ciudad de México, para reconocer las mejores producciones cinematográficas nacionales.
| Predecesor: 14.° edición 2017 | Premios CANACINE 15.° edición 2018 | Sucesor: — |

## Nominados y ganadores
Indica el ganador en cada categoría.
| Categoría                  | Nominados y ganadores                                          |
| -------------------------- | -------------------------------------------------------------- |
| Mejor Película             | Por definir                                                    |
| Mejor Película             | El día de la unión                                             |
| Mejor Película             | La 4ª compañía                                                 |
| Mejor Película             | La gran promesa                                                |
| Mejor Película             | Los adioses                                                    |
| Mejor Película             | Museo                                                          |
| Mejor Película             | Sueño en otro idioma                                           |
| Mejor Película             | Ya veremos                                                     |
| Mejor Director             | Por definir                                                    |
| Mejor Director             | Natalia Beristáin - Los adioses                                |
| Mejor Director             | Ernesto Contreras — Sueño en otro idioma                       |
| Mejor Director             | Alonso Ruizpalacios — Museo                                    |
| Mejor Director             | Jorge Ramírez Suárez — La gran promesa                         |
| Mejor Director             | Alejandro Sugich - Prometo no enamorarme                       |
| Mejor Director             | Kizza Terrazas - Bayoneta                                      |
| Mejor Actriz               | Por definir                                                    |
| Mejor Actriz               | Fernanda Castillo - Ya veremos                                 |
| Mejor Actriz               | Ángeles Cruz - Tamara y la catarina                            |
| Mejor Actriz               | Bárbara de Regil - Loca por el trabajo                         |
| Mejor Actriz               | Natasha Dupeyron - Plan V                                      |
| Mejor Actriz               | Karina Gidi - Los adioses                                      |
| Mejor Actor                | Por definir                                                    |
| Mejor Actor                | Erick Elías — A ti te quería encontrar                         |
| Mejor Actor                | Gael García Bernal — Museo                                     |
| Mejor Actor                | Fernando Luján — Cuando los hijos regresan                     |
| Mejor Actor                | Luis Gerardo Méndez — Bayoneta                                 |
| Mejor Actor                | Mauricio Ochmann - Ya veremos                                  |
| Mejor Actor                | Leonardo Ortizgris - Museo                                     |
| Mejor Campaña Publicitaria | Por definir                                                    |
| Mejor Campaña Publicitaria | A ti te quería encontrar                                       |
| Mejor Campaña Publicitaria | Hasta que la boda nos separé                                   |
| Mejor Campaña Publicitaria | La boda de Valentina                                           |
| Mejor Campaña Publicitaria | Más sabe el diablo por viejo                                   |
| Mejor Campaña Publicitaria | Ya veremos                                                     |
| Mejor Canción              | Por definir                                                    |
| Mejor Canción              | Canción Zikril de Gustavo Sánchez - Sueño en otro idioma       |
| Mejor Canción              | Creo estar soñando de Andrea Básef - Cuando los hijos regresan |
| Mejor Canción              | Helena de Gil Cerezo - Prometo no enamorarme                   |
| Mejor Promesa Femenina     | Por definir                                                    |
| Mejor Promesa Femenina     | Melissa Barrera - Sacúdete las penas                           |
| Mejor Promesa Femenina     | Diana Bovio - Hasta que la boda nos separe                     |
| Mejor Promesa Femenina     | Marianna Burrelli - Loca por el trabajo                        |
| Mejor Promesa Femenina     | María Gabriela de Faría - Plan V                               |
| Mejor Promesa Femenina     | Ruth Ramos - La región salvaje                                 |
| Mejor Promesa Masculina    | Por definir                                                    |
| Mejor Promesa Masculina    | Francisco de la Reguera - Cuando los hijos regresan            |
| Mejor Promesa Masculina    | Gustavo Egelhaaf – Hasta que la boda nos separé                |
| Mejor Promesa Masculina    | Adrián Ladrón – La 4ª compañía                                 |
| Mejor Promesa Masculina    | Emmanuel Orenday – Sacúdete las penas                          |
| Mejor Película Animada     | Por definir                                                    |
| Mejor Película Animada     | Ahí viene cascarrabias                                         |
| Mejor Película Animada     | Ana y Bruno                                                    |
| Mejor Película Animada     | El ángel en el reloj                                           |
| Mejor Película Animada     | La leyenda del charro negro                                    |
| Mejor Película Animada     | Marcianos vs mexicanos                                         |
| Mejor Película Documental  | Por definir                                                    |
| Mejor Película Documental  | Beyond Borders: Más allá de las fronteras                      |
| Mejor Película Documental  | Chavela Vargas                                                 |
| Mejor Película Documental  | El hombre detrás de la máscara                                 |
| Mejor Película Documental  | Hasta los dientes                                              |
| Mejor Película Documental  | La libertad del diablo                                         |
| Mejor Película Documental  | La otra parte: La historia no contada del narco                |
| Mejor Película Documental  | Rush hour                                                      |
| Mejor Película Documental  | Zoe: Panoramas                                                 |

| Predecesor: 14.° edición 2017 | Premios CANACINE 15.° edición 2018 | Sucesor: — |